# Abbazia d'Altenberg
L'Abbazia d'Altenberg è stata un'abbazia cistercense nel villaggio di Altenberg (oggi facente parte del comune di Odenthal), nella Renania Settentrionale-Vestfalia, in Germania. Fu fondata nel 1133, dai monaci dell'Abbazia di Morimond.
Con l'Età napoleonica, nel 1803, l'abbazia fu secolarizzata, i suoi beni furono venduti e fu danneggiata dall'incendio dell'attiguo monastero.
Federico Guglielmo IV di Prussia, nel 1847, iniziò la restaurazione della chiesa, che, nel 1857, fu riaperta al culto come Chiesa interreligiosa, per i cattolici ed i luterani.

## Galleria d'immagini

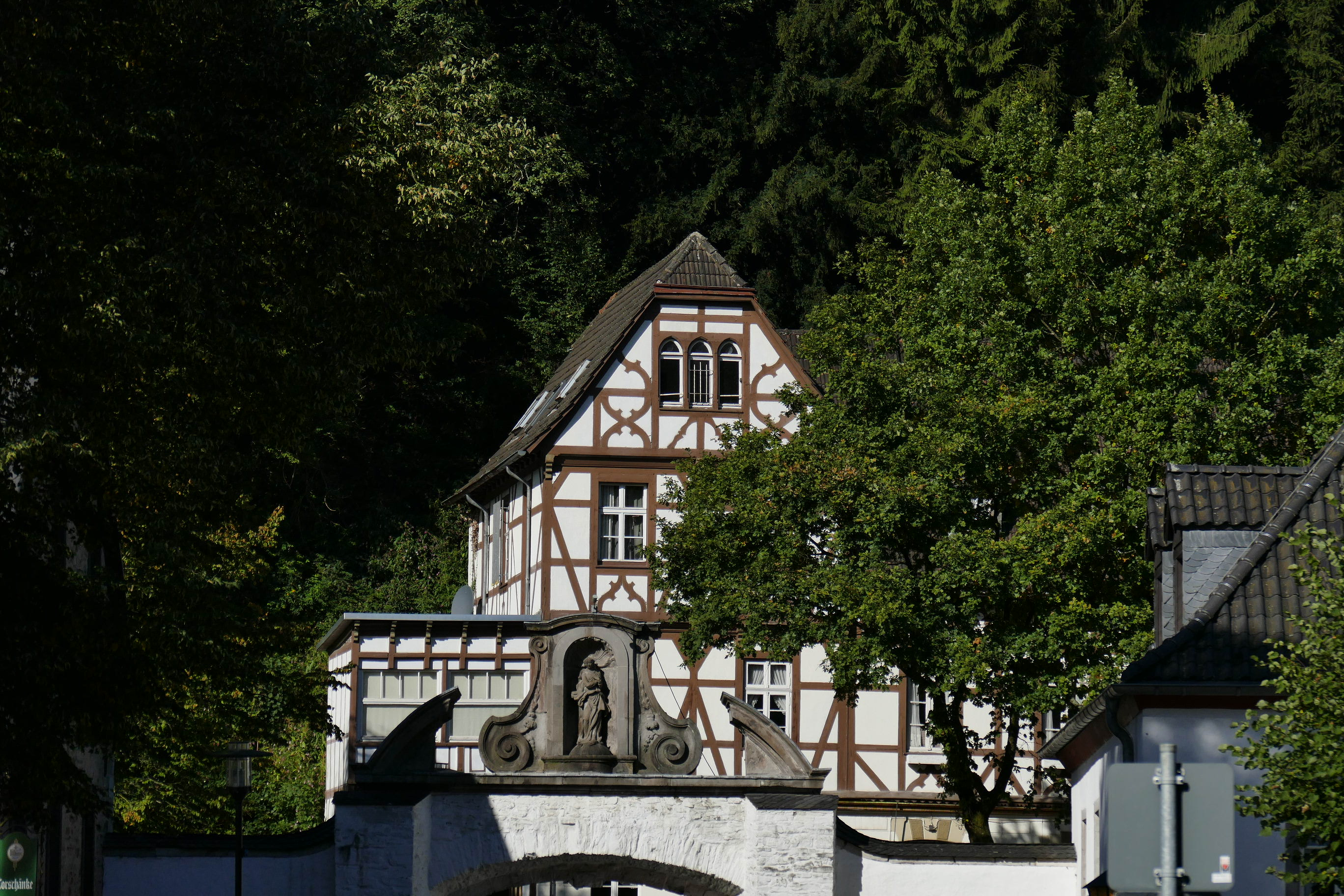
L'entrata dell'Altenberger Dom
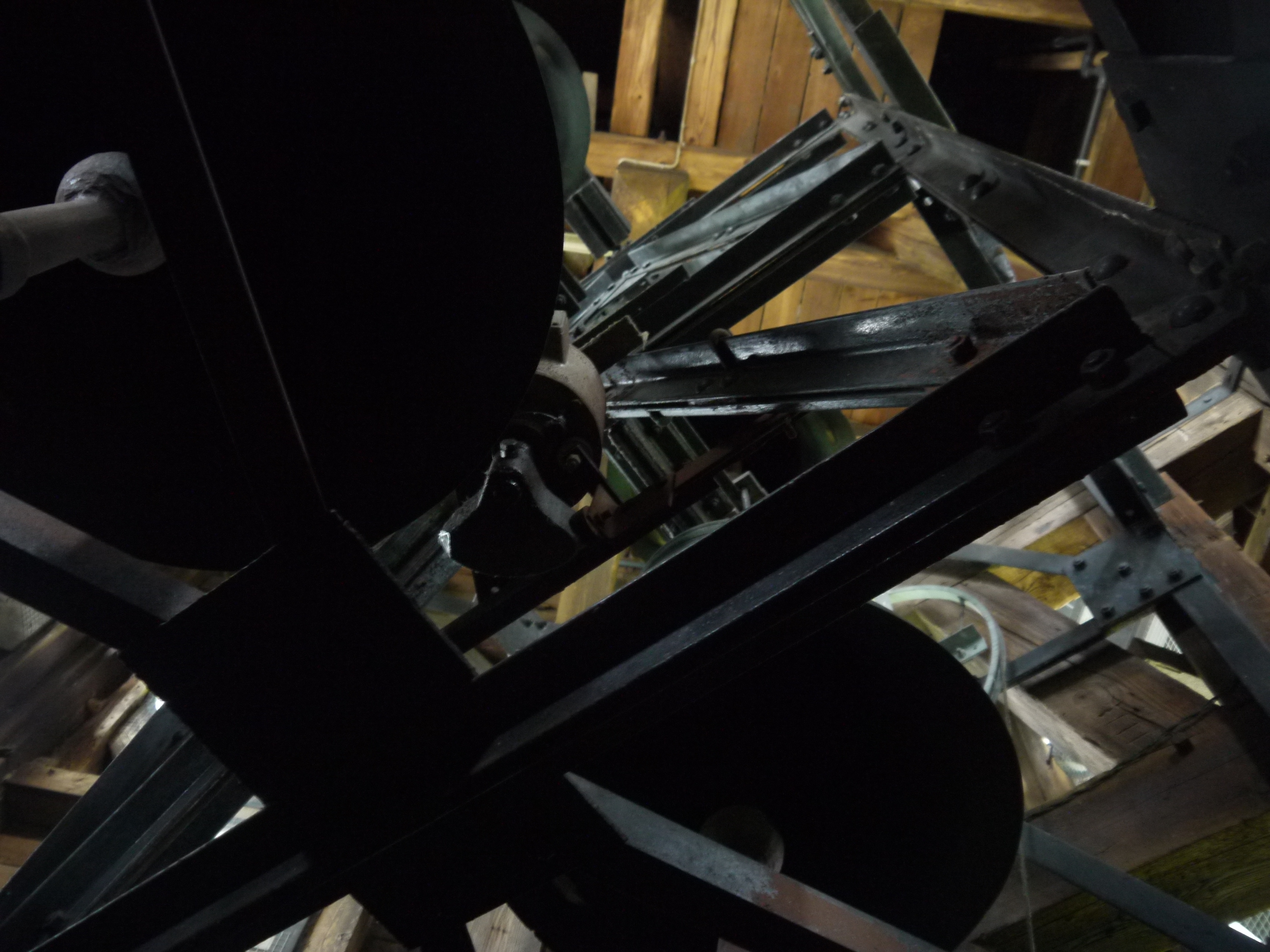
Campane dell'Altenberger Dom
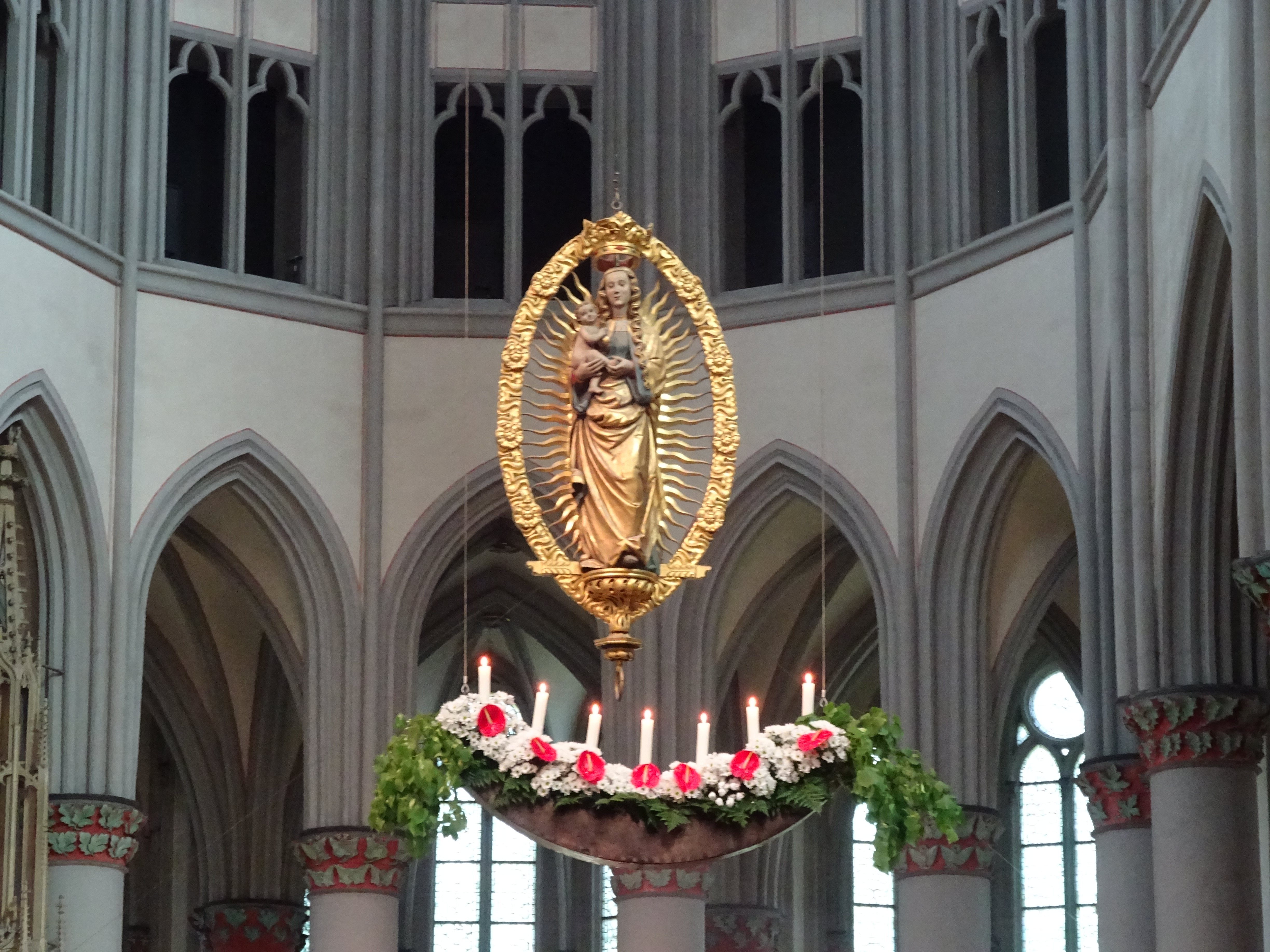
Scultura della Madonna nell'Altenberger Dom